# Vaccinium kjellbergii
Vaccinium kjellbergii är en ljungväxtart som beskrevs av J. J.Smith. Vaccinium kjellbergii ingår i Blåbärssläktet, och familjen ljungväxter. Inga underarter finns listade i Catalogue of Life.